# 임대혁
임대혁은 대한민국의 배우다.

## 영화
- 밀림에서 춤을 (2008) - 홍일 역
- 가족사진 (2010) - 조연
- 더 케이스 (2012) - 조연
- 선종 무문관 (2018) - 주연